# 존 프랭클린 엔더스
존 프랭클린 엔더스(영어: John Franklin Enders, 1897년 2월 10일 ~ 1985년 9월 8일)는 미국의 바이러스학자, 면역학자이다. 1954년에 척추성 소아마비 바이러스의 배양 방법을 발견한 공로로 토머스 허클 웰러, 프레더릭 채프먼 로빈스와 함께 노벨 생리학·의학상을 수상했다.

## 수상 경력
- 1954년 : 앨버트 래스커 기초 의학 연구상
- 1954년 : 노벨 생리학·의학상

## 참고 문헌
- Oakes, Elizabeth H. (2007). 《Encyclopedia of World Scientists》. New York: Facts on File.
- Tyrrell, D. A. J. (1987). 《Biographical Memoirs of Fellows of the Royal Society Vol. 33》. The Royal Society.